# Doktersassistent
Een doktersassistent(e) is iemand die een arts assisteert. Dit kan zijn in een huisartsenpraktijk of huisartsenpost maar ook bij een GGD of een medisch specialist in het ziekenhuis. Assisteren is een ruim begrip. Wanneer men denkt aan para- of perimedische assistentie, is daarvoor de opleiding tot doktersassistent nodig; maar wanneer men eerder denkt aan administratieve assistentie, is de opleiding tot medisch secretaresse aangewezen. In de dagelijkse praktijk overlappen de taken van beide functies elkaar.
Een doktersassistent mag niet verward worden met een arts-assistent (tegenwoordig AIOS/ANIOS genoemd). Een arts-assistent is een basisarts.

## Nederland
De assistent(e) is in Nederland het eerste aanspreekpunt van de praktijk. De taken zijn: afspraken maken, triage, administratie van het patiëntenbestand, medische voorlichting geven aan patiënten en verschillende kleinere handelingen verrichten zoals injecties geven, ECG-metingen, doppleronderzoek, kweekjes maken, oren uitspuiten, wondverzorging, hechten en hechtingen verwijderen, cervixuitstrijkjes maken, urineonderzoek, bloeddrukcontrole e.d. onder toezicht van de arts. Hiervoor is een, meestal 4-jarige, MBO-4-opleiding nodig die volgt op een succesvol afgesloten scholing van minimaal vmbo (vroeger MAVO-4) met profielrichting zorg. Een doktersassistent kan na een vervolgstudie doorstromen naar de functie van praktijkondersteuner, een functie op HBO-niveau die veel taken van de arts kan overnemen.

## België
De opleiding tot doktersassistente is in België niet zo bekend. Ook op schijnbaar Belgische websites gaat het om Nederlandse opleidingen, die in dagonderwijs, maar vaker in privé-onderwijs door middel van schriftelijke cursussen, worden aangeboden. Hier is dus veel vaker sprake van het beroep van medisch secretaresse.